# Équipe du Timor oriental féminine de football
Cet article traite de l'équipe féminine. Pour l'équipe masculine, voir Équipe du Timor oriental de football.
Maillots
L'équipe féminine du Timor oriental de football est une sélection des meilleures joueuses est-timoraises sous l'égide de la Fédération du Timor oriental de football.

## Histoire
Si le Timor oriental est membre de la FIFA depuis 2005, il faut attendre 2016 pour voir la première sélection nationale féminine engagé dans un tournoi internationale, le championnat ASEAN, qui a lieu en Birmanie : l'équipe s'incline très lourdement dans ses trois matchs de poule enregistrant trois défaites 0-17, 0-20, 0-13 face aux sélections birmane, australienne et malaisienne.
Le 15 août 2019, le Timor-Leste remporte son premier match international contre Singapour sur le score de 2-1 avec le premier but est-timorais marqué par Luselia face à Singapour lors du premier match du Timor oriental dans le Championnat féminin ASEAN 2019.

## Sélection actuelle
Les 23 joueuses suivantes ont été appelées pour le Championnat féminin de l'ASEAN 2025 qui a lieu en août 2025.
Gardiennes
- Madalena Soares
- Gorette da Costa
- Maria Bossa

Défenseures
- Maria da Conceição
- Júlia Belo
- Idália Belo
- Brigida da Costa
- Godelivia Martins
- Grace Sim
- Tasia Canizio
- Noemia Fernandes

Milieux
- Sonia Amaral
- Vanessa Fernandes
- Natalia Lawa
- Astari Songge
- Letizia Soares

Attaquantes
- Dolores Costa
- Jessica Soares
- Marcia Chaves
- Gradiana Avelina
- Angela da Cruz
- Elvira da Silva
- Isabelita da Silva

## Histoire

### Parcours enCoupe du monde féminine de football
| Édition | Performance   | J | V | N | D | Bp | Bc |
| ------- | ------------- | - | - | - | - | -- | -- |
| 2019    | Non inscrite  | - | - | - | - | -  | -  |
| 2023    | Non inscrite  | - | - | - | - | -  | -  |
| 2027    | Non qualifiée | - | - | - | - | -  | -  |
| 2031    | À venir       | - | - | - | - | -  | -  |
| 2035    | À venir       | - | - | - | - | -  | -  |
| Total   | 0/3           | - | - | - | - | -  | -  |